# 状元井 (佛山)
状元井，位于中国广东省佛山市禅城区澜石石藜涌下村，为佛山市市级文物保护单位，类型为其他，公布时间为1998年4月30日。
状元井的历史年代为南汉。